# Olla del Durazno
Olla del Durazno är en ort i Mexiko.   Den ligger i kommunen Alaquines och delstaten San Luis Potosí, i den centrala delen av landet, 290 km norr om huvudstaden Mexico City. Olla del Durazno ligger 1 183 meter över havet och antalet invånare är 263.
Terrängen runt Olla del Durazno är huvudsakligen kuperad, men åt sydost är den bergig. Runt Olla del Durazno är det ganska glesbefolkat, med 40 invånare per kvadratkilometer. Närmaste större samhälle är Cardenas, 18,5 km väster om Olla del Durazno. I omgivningarna runt Olla del Durazno växer i huvudsak städsegrön lövskog.